# アレクサンドル・グセフ (ホッケー)
アレクサンドル・グセフ（ロシア語: Александр Гусев, ラテン文字転写: Aleksandr Gusev 1955年2月21日 - 1994年11月24日)）はソビエト連邦のフィールドホッケー選手。1980年のモスクワオリンピックで銅メダルを獲得した。